# Kansas City Spurs
Los Kansas City Spurs fueron un club de fútbol de Estados Unidos de la ciudad de Kansas City, Misuri. Jugaban en la North American Soccer League desde 1968 a 1970. En 1969, ganaron el campeonato de la NASL.

## Jugadores

### Jugadores notables
- Asher Welch
- Jim Benedek
- Eli Durante
- Eric Barber
- Horst Muhlmann
- Joe Haverty
- Leonel Conde
- Mladen Vranković
- Pepe Fernández
- Sandy Feher
- Willy Roy
- William Quirós
- Edgar Marín

## Entrenadores

### Cronología de los entrenadores
- Janos Bedl (1968-1969)
- Alan Rogers (1970)

## Palmarés

### Torneos nacionales
- North American Soccer League (1): 1969.
- Títulos de división:
- División del golfo (1): 1968.